# Quận Brooks, Texas
Quận Brooks (tiếng Anh: Brooks County) là một quận trong tiểu bang Texas, Hoa Kỳ. Theo điều tra dân số năm 2010, dân số là 7.223 người. Quận lỵ của nó là Falfurrias. Quận được đặt tên theo James Abijah Brooks, một Texas Ranger và nhà lập pháp.
Hạt phải đối mặt với nhiều thách thức do vấn đề nhập cư. Các đại biểu của Cảnh sát thường là tuyến phòng vệ duy nhất cho những người có nhà bị đổ vỡ vì lương thực và nước và để đối phó với các tội ác bạo lực do một số người nhập cư gây ra, nhưng sự gia tăng những thách thức này đã để cho bộ phận cảnh sát chống lại những hạn chế về ngân sách. 